# José Juan Vázquez
José Juan Vázquez Gómez (Celaya, 14 maart 1988) is een Mexicaans voetballer die doorgaans speelt als middenvelder. In juli 2025 verliet hij SD Aucas. Vázquez maakte in 2014 zijn debuut in het Mexicaans voetbalelftal .

## Clubcarrière
Vázquez speelde in de jeugd van Atlético San Francisco en Atlético Comonfort, waarna hij via Cuervos Negros de Zapotlanejo en América Manzanillo bij Club Celaya terechtkwam. Hij promoveerde met die club naar de Liga de Ascenso en hij kwam gedurende vijftien competitieduels uit voor de club. Op 12 december 2011 verkaste de middenvelder naar Club León. Hij debuteerde voor León op 8 januari 2012, toen er met 2–0 gewonnen werd van Correcaminos UAT.
Met Club León werd hij in 2012 kampioen van de Liga de Ascenso, waarna de club promoveerde naar de Primera División. In 2013 kroonde Vázquez zich met zijn werkgever tevens tot kampioen van die competitie in de eerste seizoenshelft, de Apertura. In de zomer van 2016 nam Guadalajara hem over. Anderhalf jaar later verkaste de middenvelder naar Santos Laguna. Na twee kalenderjaren keerde hij terug naar Guadalajara.
In januari 2021 werd Deportivo Toluca zijn nieuwe club. Vázquez verkaste een jaar later naar Club Tijuana. Medio 2023 verkaste Vázquez naar Cancún. Een jaar later nam Celaya hem over tot het einde van het kalenderjaar. Hierna ging Vázquez voor het eerst in het buitenland spelen, bij SD Aucas in Ecuador.

## Clubstatistieken
| Seizoen | Club             | Competitie        | Competitie | Competitie | Beker | Beker | Internationaal | Internationaal | Totaal | Totaal |
| Seizoen | Club             | Competitie        | Wed.       | Dlp.       | Wed.  | Dlp.  | Wed.           | Dlp.           | Wed.   | Dlp.   |
| ------- | ---------------- | ----------------- | ---------- | ---------- | ----- | ----- | -------------- | -------------- | ------ | ------ |
| 2011/12 | Club Celaya      | Liga de Ascenso   | 15         | 0          | 0     | 0     | —              | —              | 15     | 0      |
| 2011/12 | Club León        | Liga de Ascenso   | 20         | 2          | 0     | 0     | —              | —              | 20     | 2      |
| 2012/13 | Club León        | Liga MX           | 36         | 1          | 4     | 0     | 1              | 0              | 41     | 1      |
| 2013/14 | Club León        | Liga MX           | 43         | 2          | 10    | 2     | 8              | 1              | 61     | 5      |
| 2014/15 | Club León        | Liga MX           | 30         | 2          | 0     | 0     | —              | —              | 30     | 2      |
| 2015/16 | Club León        | Liga MX           | 35         | 2          | 5     | 0     | —              | —              | 34     | 2      |
| 2016/17 | Guadalajara      | Liga MX           | 31         | 1          | 10    | 0     | —              | —              | 41     | 1      |
| 2017/18 | Guadalajara      | Liga MX           | 13         | 0          | 3     | 0     | —              | —              | 16     | 0      |
| 2017/18 | Santos Laguna    | Liga MX           | 23         | 0          | 5     | 0     | —              | —              | 28     | 0      |
| 2018/19 | Santos Laguna    | Liga MX           | 35         | 1          | 0     | 0     | 6              | 0              | 41     | 1      |
| 2019/20 | Santos Laguna    | Liga MX           | 11         | 0          | 2     | 0     | —              | —              | 13     | 0      |
| 2019/20 | Guadalajara      | Liga MX           | 4          | 0          | 2     | 0     | —              | —              | 6      | 0      |
| 2020/21 | Guadalajara      | Liga MX           | 10         | 0          | 0     | 0     | —              | —              | 10     | 0      |
| 2020/21 | Deportivo Toluca | Liga MX           | 20         | 0          | 0     | 0     | —              | —              | 20     | 0      |
| 2021/22 | Deportivo Toluca | Liga MX           | 18         | 0          | 0     | 0     | —              | —              | 18     | 0      |
| 2021/22 | Club Tijuana     | Liga MX           | 17         | 0          | 0     | 0     | —              | —              | 17     | 0      |
| 2022/23 | Club Tijuana     | Liga MX           | 25         | 0          | 0     | 0     | —              | —              | 25     | 0      |
| 2023/24 | Cancún           | Liga de Expansión | 36         | 1          | 0     | 0     | —              | —              | 36     | 1      |
| 2024/25 | Celaya           | Liga de Expansión | 20         | 0          | 0     | 0     | —              | —              | 20     | 0      |
| 2025    | SD Aucas         | Serie A           | 14         | 0          | 0     | 0     | 1              | 0              | 15     | 0      |
| Totaal  | Totaal           | Totaal            | 456        | 12         | 31    | 1     | 16             | 1              | 503    | 14     |

Bijgewerkt op 1 juli 2025.

## Interlandcarrière
Vázquez maakte zijn debuut in het Mexicaans voetbalelftal op 30 januari 2014. Op die dag werd een vriendschappelijke wedstrijd tegen Zuid-Korea met 4–0 gewonnen. De middenvelder mocht van bondscoach Miguel Herrera in de basis beginnen en werd tien minuten na rust vervangen door Jesús Zavala.
Op 9 mei 2014 werd bekendgemaakt dat Vázquez onderdeel uitmaakt van de Mexicaanse selectie voor het WK 2014 in Brazilië. Door opgelopen gele kaarten in de groepswedstrijden tegen Brazilië en Kroatië was Vázquez geschorst voor de verloren achtste finale tegen Nederland. In de zomer van 2015 maakte Vázquez deel uit van de selectie voor de CONCACAF Gold Cup.
| Interlands van José Juan Vázquez voor Mexico | Interlands van José Juan Vázquez voor Mexico | Interlands van José Juan Vázquez voor Mexico | Interlands van José Juan Vázquez voor Mexico | Interlands van José Juan Vázquez voor Mexico | Interlands van José Juan Vázquez voor Mexico |
| №                                            | Datum                                        | Wedstrijd                                    | Uitslag                                      | Competitie                                   | Goals                                        |
| Als speler bij Club León                     | Als speler bij Club León                     | Als speler bij Club León                     | Als speler bij Club León                     | Als speler bij Club León                     | Als speler bij Club León                     |
| -------------------------------------------- | -------------------------------------------- | -------------------------------------------- | -------------------------------------------- | -------------------------------------------- | -------------------------------------------- |
| 1                                            | 30 januari 2014                              | Mexico – Zuid-Korea                          | 4 – 0                                        | Vriendschappelijk                            |                                              |
| 2                                            | 6 maart 2014                                 | Mexico – Nigeria                             | 0 – 0                                        | Vriendschappelijk                            |                                              |
| 3                                            | 31 mei 2014                                  | Mexico – Ecuador                             | 3 – 1                                        | Vriendschappelijk                            |                                              |
| 4                                            | 4 juni 2014                                  | Mexico – Bosnië en Herzegovina               | 0 – 1                                        | Vriendschappelijk                            |                                              |
| 5                                            | 7 juni 2014                                  | Mexico – Portugal                            | 0 – 1                                        | Vriendschappelijk                            |                                              |
| 6                                            | 13 juni 2014                                 | Mexico – Kameroen                            | 1 – 0                                        | WK 2014                                      |                                              |
| 7                                            | 17 juni 2014                                 | Brazilië – Mexico                            | 0 – 0                                        | WK 2014                                      |                                              |
| 8                                            | 23 juni 2014                                 | Kroatië – Mexico                             | 1 – 3                                        | WK 2014                                      |                                              |
| 9                                            | 6 september 2014                             | Chili – Mexico                               | 0 – 0                                        | Vriendschappelijk                            |                                              |
| 10                                           | 12 november 2014                             | Nederland – Mexico                           | 2 – 3                                        | Vriendschappelijk                            |                                              |
| 11                                           | 28 maart 2015                                | Mexico – Ecuador                             | 1 – 0                                        | Vriendschappelijk                            |                                              |
| 12                                           | 31 maart 2015                                | Mexico – Paraguay                            | 1 – 0                                        | Vriendschappelijk                            |                                              |
| 13                                           | 27 juni 2015                                 | Mexico – Costa Rica                          | 2 – 2                                        | Vriendschappelijk                            |                                              |
| 14                                           | 1 juli 2015                                  | Mexico – Honduras                            | 0 – 0                                        | Vriendschappelijk                            |                                              |
| 15                                           | 12 juli 2015                                 | Guatemala – Mexico                           | 0 – 0                                        | Gold Cup 2015                                |                                              |
| 16                                           | 8 september 2015                             | Mexico – Argentinië                          | 2 – 2                                        | Vriendschappelijk                            |                                              |
| 17                                           | 13 november 2015                             | Mexico – El Salvador                         | 3 – 0                                        | WK 2018 kwalificatie                         |                                              |
| 18                                           | 17 november 2015                             | Honduras – Mexico                            | 0 – 2                                        | WK 2018 kwalificatie                         |                                              |
| Als speler bij Santos Laguna                 |                                              |                                              |                                              |                                              |                                              |
| 19                                           | 26 maart 2019                                | Mexico – Paraguay                            | 4 – 2                                        | Vriendschappelijk                            |                                              |

Bijgewerkt op 1 juli 2025.

## Erelijst
| Competitie       |           |                                    |           |           |
| Competitie       | Aantal    | Jaren                              |           |           |
| Club León        | Club León | Club León                          | Club León | Club León |
| ---------------- | --------- | ---------------------------------- | --------- | --------- |
| Liga de Ascenso  | 1         | 2011/12                            |           |           |
| Primera División | 2         | 2013/14 Apertura, 2013/14 Clausura |           |           |
| Club León        |           |                                    |           |           |
| Primera División | 1         | 2016/17 Clausura                   |           |           |
| Supercopa MX     | 1         | 2016                               |           |           |
| Santos Laguna    |           |                                    |           |           |
| Primera División | 1         | 2017/18 Clausura                   |           |           |